# Gesellschaft für Schweizerische Kunstgeschichte
Die Gesellschaft für Schweizerische Kunstgeschichte GSK ist ein Schweizer Kulturverein mit Geschäftsstellen in Bern und Lugano. Sie widmet sich der Erforschung architektonischer Zeugnisse macht und diese einer breiteren Öffentlichkeit zugänglich. Dazu betreibt sie eine publizistische Tätigkeit und tritt als Herausgeberin zahlreicher Publikationen auf. Dabei bildet die Buchreihe Die Kunstdenkmäler der Schweiz den Schwerpunkt.

## Entstehung
Die Gesellschaft für schweizerische Kunstgeschichte GSK trägt ihren Namen seit 1934. Sie ist aus der 1880 in Zofingen gegründeten Vaterländischen Gesellschaft für Erhaltung historischer Denkmäler hervorgegangen. Die Gründer der Vereinigung entstammten dem Schweizerischen Kunstverein. Erster Präsident war der Genfer Maler Nicolas-Théodore de Saussure. Ziel und Zweck war Erhaltung von Kunst- und Baudenkmälern der Schweiz und die Förderung des Interesses für historische Kunstdenkmäler durch Publikationen. Zu den Aufgaben der Gesellschaft gehörten Restaurierung von Baudenkmälern, die Erhaltung einzelner beweglicher Kunstwerke, deren Sammlung und Aufbewahrung in Museen, sowie die Förderung des Kunstverständnisses und die Unterstützung von Künstlern.
Mitglieder des ersten Vorstands waren Nicolas-Théodore de Saussure (Präsident von 1880 bis 1888), Johann Rudolf Rahn (Vizepräsident), Emanuel Bernoulli-Müller (Aktuar) und W. Locher-Steiner (Kassier) sowie die fünf Beisitzer G. Meyer, Carl Brun, Erwin Tanner, Julius Kunkler und Maurice Wirz.

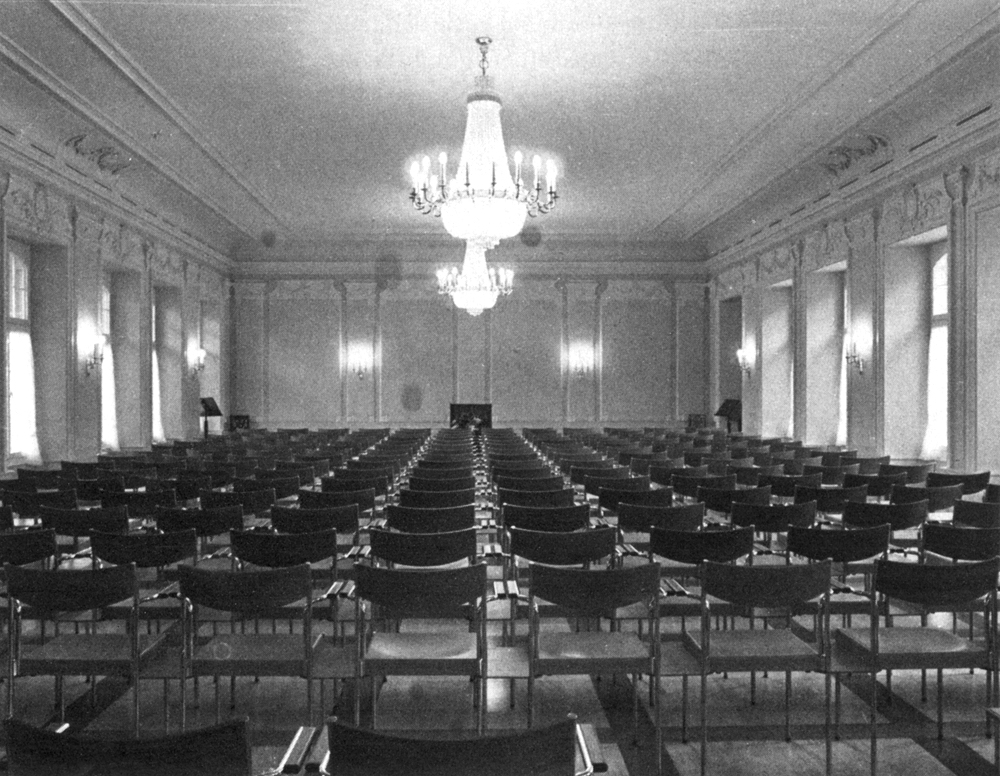
Bürgersaal des Zofinger Rathauses. Hier wurde am 20. Juni 1880 der Verein für die Erhaltung vaterländischer Kunstdenkmäler gegründet (seit 1934 Gesellschaft für Schweizerische Kunstgeschichte)

In den von der Versammlung vom 20. Juni 1880 beschlossenen Statuten wurde der Name der Gesellschaft in Verein für Erhaltung vaterländischer Kunstdenkmäler abgeändert. Er sollte «die öffentliche Aufmerksamkeit auf die historischen Denkmäler und Kunstwerke der Schweiz () lenken und zur Erhaltung derselben direkt oder mittelbar beitragen».
Das Reglement schrieb vor, dass die zufliessenden Geldmittel zu zwei gleichen Teilen aufgeteilt, verwaltet und wie folgt verwendet werden sollten:
- zur Finanzierung von Publikationen (Abhandlungen, Fotografien, Radierungen usw.), die historischen Baudenkmälern gewidmet sind und kostenlos an die Mitglieder des Vereins verteilt werden sollen;
- zum Kauf von Kunstwerken und historischen Altertümern, «die Gefahr laufen, ins Ausland verkauft zu werden» und die Schweizer Museen unter noch festzulegenden Bedingungen zugeführt werden sollten. Dieser Teil der Gelder sollte ebenfalls, in vollem Umfang oder teilweise, für die Restaurierung historischer Baudenkmäler aufgewendet werden, die von Zerstörung und Verfall bedroht sind.

Anlässlich der Generalversammlung von 1881 in Lausanne änderte die Gesellschaft ihren Namen und nannte sich nun Schweizerische Gesellschaft für Erhaltung historischer Kunstdenkmäler. Sie befasste sich vor allem mit dem Ankauf von Objekten und Gebäuden von nationaler Bedeutung, ohne jedoch die Publikationen zu vernachlässigen. Im Jahr 1881 erschien eine kurze Abhandlung des Kunsthistorikers Johann Rudolf Rahn über das Reliquienkreuz von Engelberg (Ende 12. oder Anfang 13. Jahrhundert). Der gleiche Autor veröffentlichte eine Beschreibung der Fenster der reformierten Kirche von Saint-Saphorin (Waadt) aus dem Jahr 1530 und einen Beitrag über die Casa Serodine (oder Borrani) in Ascona mit ihrer barocken Fassade. An der Generalversammlung 1882 wurde die Schaffung eines Inventars für Gebäude mit Erhaltungs- oder Restaurierungsbedarf gefordert. Auch Kunstwerke im Eigentum des Staates oder von Privatpersonen sollten aus der gleichen Befürchtung, sie könnten zerstört oder verkauft werden, in dieses Inventar aufgenommen werden.
Das Interesse an diesen Tätigkeiten im Dienste der Kultur nahm zu, ebenso wie die Zahl der Institutionen, die sich auf diesem Gebiet einsetzten. 1883 und 1884 mussten deshalb Statutenanpassungen vorgenommen werden, um auch Vereinigungen, Stiftungen, Bibliotheken und Museen die Mitgliedschaft zu ermöglichen.
Im März 1884 beauftragte das Eidgenössische Departement des Innern in seiner Antwort auf eine Motion zur Schaffung eines Schweizerischen Landesmuseums die Schweizerische Gesellschaft für Erhaltung historischer Kunstdenkmäler mit dem Ankauf einer bestimmten Anzahl Objekte ihrer Wahl, die in den Eigentum der Eidgenossenschaft übergehen sollten. Die Gesellschaft erklärte sich bereit, diese Aufgabe zu übernehmen, bat jedoch darum, die Subventionen nicht nur zum Ankauf, sondern auch zur Konservierung und Restaurierung der Kunstwerke verwenden zu können.
Auf eine Botschaft des Bundesrats beschloss das Parlament 1886, es werde «zur Erhaltung beziehungsweise Erwerbung der vaterländischen Altertümer, sofern der jeweilige Stand der eidgenössischen Finanzen dies gestattet, ein jährlicher, im Budget zu bestimmender Kredit, welcher 50’000 Franken nicht übersteigen soll, ausgesetzt». Die Vollziehungsverordnung vom 25. Februar 1887 legte die Schaffung einer Eidgenössischen Kommission für Erhaltung schweizerischer Altertümer fest, deren Pflichten und Rechte dem Vorstand der Schweizerischen Gesellschaft für Erhaltung historischer Kunstdenkmäler übertragen wurde, deren Statuen im gleichen Jahr ihrer neuen Aufgabe angepasst wurden.

### Gründung des Schweizerischen Landesmuseums
Mit dem Beschluss des Bundesrates von 1891, ein Schweizerisches Landesmuseum mit Sitz in Zürich zu schaffen, erfolgte eine Neuorientierung. Aufgrund des Entscheids vom 12. März 1892 gehörte der Erwerb von Altertümern ab sofort nicht mehr zu den Aufgaben der Schweizerischen Gesellschaft für Erhaltung historischer Kunstdenkmäler, sondern fiel in die Kompetenz des Museums, ebenso wie die Begutachtung der Subventionsgesuche für Ankäufe. Die Gesellschaft setzte ihre Tätigkeiten in den Bereichen Inventarisierung, Konservierung und Restaurierung historischer Bau- und Kunstwerke sowie Grabungen fort.
1896 wurde Karl Stehlin, damaliger Präsident der Gesellschaft (1895–1898) und Nachfolger von Julius Kunkler (1888–1895), mit der Führung einer Subkommission für Forschungen über die Römerzeit betraut. Diese Kommission sollte die früheren und neuen Entdeckungen von römischen Altertümern in der Schweiz registrieren und die vom Bund subventionierten Ausgrabungen und Konservierungsarbeiten beaufsichtigen.
In diesem Kontext setzte sich der neue Präsident, Josef Zemp (1898–1904) insbesondere für die gleichberechtigte Behandlung der verschiedenen Stile ein und stellte sich gegen jede Hierarchisierung aufgrund von Entstehungszeiten. Zemp war der Ansicht, ein Objekt sei in seinen historischen Kontext zu stellen und unter Berücksichtigung seines Werts im Vergleich zu anderen Werken seiner Zeit zu beurteilen. Er legte grosses Gewicht auf eine möglichst vollständige Erhaltung des Originalbestands der Kunstwerke und setzte sich für die klare Unterscheidung zwischen originaler und wieder hergestellter Substanz ein, um jegliche Täuschung zu vermeiden. Zemp wusste, dass Albert Naef, der ihm an der Spitze der Gesellschaft zwischen 1904 und 1915 folgen sollte, seine Ansichten teilen und seine Bestrebungen in diesem Sinne weiterführen würde.

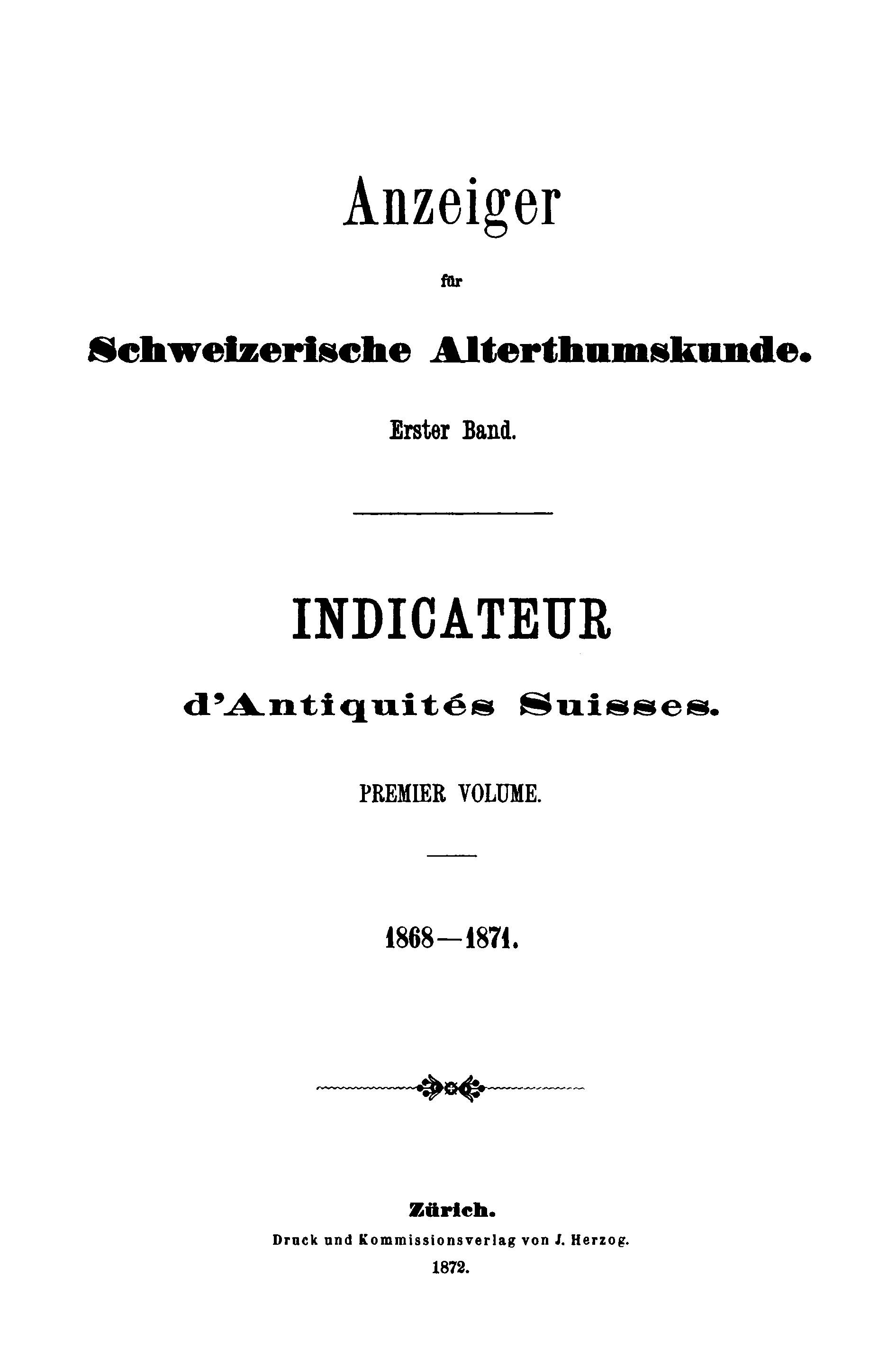

Seit 1899 diente der vom Schweizerischen Landesmuseum herausgegebene Anzeiger für schweizerische Altertumskunde als offizielles Organ der Schweizerischen Gesellschaft für Erhaltung historischer Kunstdenkmäler. Ab 1901 gesellten sich Mitteilungen in deutscher und französischer Sprache dazu, welche die zuvor erschienenen grossformatigen und farbigen monografischen Darstellungen von Kunstwerken im Lichtdruckverfahren abgelöst hatten. Das erste Heft dieser Serie war den Glasgemälden im Chor der Kirche von Oberkirch bei Frauenfeld und dem Weinmarktbrunnen in Luzern gewidmet und enthielt Texte von Johann Rudolf Rahn und Josef Zemp. Der Staatsarchivar Robert Durrer erstellte eine Statistik der Denkmäler Ob- und Nidwaldens, die als Beilage zum Anzeiger für schweizerische Altertumskunde erschien und 1971 als Nachdruck neu aufgelegt wurde.
Parallel dazu hatte 1900 Paul Ganz die Schaffung eines Verzeichnisses alter schweizerischer Glasmalereien, Scheibenrisse und Zeichnungen von Glasfenstern angeregt. Als neu ernannter Direktor des Kunstmuseums Basel hatte er 1902 bereits eine kleine Sammlung aufgebaut, die zum Ausgangspunkt des Archivs für schweizerische Kunstgeschichte wurde, während Johann Rudolf Rahn gleichzeitig damit begonnen hatte, ein Inventar der schweizerischen Kunstdenkmäler anzulegen.

### Gründung der Eidgenössischen Kommission für Denkmalpflege
1914 teilte das Departement des Innern der Schweizerischen Gesellschaft für Erhaltung historischer Kunstdenkmäler mit, der Bundesrat habe die Ernennung einer Eidgenössischen Kommission für Denkmalpflege (EKD) in Aussicht gestellt. Am 15. März 1915 kam der Bescheid, die Einsetzung der erwähnten Kommission sei beschlossen und die Tätigkeit der Gesellschaft im Bereich der Denkmalpflege sei damit beendet. Bestehen blieb lediglich ein jährlicher Kredit von vorerst 2000, später 3000 Franken für «kleine Restaurierungen», der bis 1960 ausbezahlt wurde.
Die Schaffung dieser Kommission für Denkmalpflege führte zu Umwälzungen innerhalb der Gesellschaft. Einzelne Mitglieder, namentlich der Präsident Alfred Naef und der Vizepräsident Josef Zemp, stellten sich in den Dienst dieser Kommission. Nachdem nun die Schweizerische Gesellschaft für Erhaltung historischer Kunstdenkmäler zwei ihrer bedeutendsten Aufgabenbereiche – den Ankauf von Kunstwerken und die Denkmalpflege – eingebüsst hatte, sah sie sich zu einer Neuorientierung gezwungen und wandte sich vermehrt der publizistischen Tätigkeit zu.
In seinem Jahresbericht von 1916 erklärte Josef Zemp, der den Vorsitz nochmals für ein Jahr übernommen hatte, bevor er ihn an den Genfer Architekten Camille Martin (1916–1922) abtrat, die Gesellschaft dürfe sich nach 35-jährigem Wirken der Sympathie weiter Kreise sicher fühlen und werde wohl um Rat und Unterstützung angefragt werden. Zemp beabsichtigte, die Erstellung von Unterlagen – Plänen und Fotografien von Kunstdenkmälern – zu fördern, die Anzahl kleinerer Ausgrabungen zu erhöhen und die Qualität der Publikationen zu verbessern.
Nach Inkraftsetzung eines Reglements zur Tätigkeit der EKD am 9. März 1917 und eines Archivreglements am 23. Juni des gleichen Jahres wurden die Statuten der Schweizerischen Gesellschaft für Erhaltung historischer Kunstdenkmäler der neuen Situation angepasst. Ihr Vorstand setzte sich im Hinblick auf die Fortsetzung des Werks von Johann Rudolf Rahn mit dem Departement des Innern, der EKD, dem Landesmuseum und mit der Schweizerischen Gesellschaft für Ur- und Frühgeschichte in Verbindung. Die Grundlage der Gespräche bildete dabei ein ausführliches, von Camille Martin ausgearbeitetes Memorandum über die Koordination der Aufgaben zur Erstellung eines nationalen Inventars.

### «Die Kunstdenkmäler der Schweiz»
1920 wurde unter der Präsidentschaft von Camille Martin (1916–1922) mit der wissenschaftlichen Inventarisation der Kunstdenkmäler der Schweiz begonnen. Samuel Guyer trieb die Inventarisierungsarbeiten im Kanton Zürich voran, etwas später begann Linus Birchler mit den entsprechenden Arbeiten in den Kantonen Schwyz und Uri. Der Vorstand der Gesellschaft ersuchte beim Bund um Subventionen und legte 1924 die Grundsätze zur Organisation der Arbeiten fest, die er fortan als ihre Hauptaufgabe bezeichnete.
1925 konnte die Gesellschaft im Einverständnis mit dem Departement des Innern und verschiedenen wissenschaftlichen Vereinigungen die Herausgabe des nationalen Inventars der Kunstdenkmäler der Schweiz in enger Zusammenarbeit mit den Kantonen an die Hand nehmen. Der erste, 1927 erschienene Band der Reihe Die Kunstdenkmäler der Schweiz befasste sich mit den drei Bezirken des Kantons Schwyz (Einsiedeln, March und Höfe). Als Autor des Werks zeichnete der Architekturhistoriker Linus Birchler, dritter Präsident der EKD.
Seither wurden (Stand Dezember 2021) 143 Bände der Reihe Kunstdenkmäler der Schweiz publiziert. Zwischen 1982 und 2004 wurden sie durch das elfbändige Inventar der neueren Schweizer Architektur 1850–1920 (INSA) ergänzt. Weitere Publikationen der Gesellschaft für Schweizerische Kunstgeschichte sind die Schweizerischen Kunstführer, eine Reihe, die 1935 von Paul Ganz ins Leben gerufen worden war, sowie regionale und kantonale Führer, Einzelbände zu spezifischen kunstgeschichtlichen und architektonischen Themen und schliesslich die vierteljährlich erscheinende Zeitschrift Kunst+Architektur in der Schweiz.